# 4723 Wolfgangmattig
4723 Wolfgangmattig eller 1937 TB är en asteroid i huvudbältet, som upptäcktes 11 oktober 1937 av den tyske astronomen Karl Wilhelm Reinmuth i Heidelberg. Den har fått sitt namn efter den tyske astronomen Wolfgang Mattig.
Asteroiden har en diameter på ungefär 10 kilometer.